# Benjamin Sommerhalder
Benjamin Sommerhalder (* 1977 in Aarau) ist ein Schweizer Grafiker, Verlagsgründer und Illustrator.

## Leben
Benjamin Sommerhalder, geboren 1977 in Aarau, studierte Grafik an der Hochschule für Gestaltung und Kunst in Zürich. 2001 gründete er den Verlag Nieves, der Künstlerbücher und Zines veröffentlicht und weltweit verkauft. Als Verleger und Gestalter wurde er bereits mit dem Jan-Tschichold-Preis und dem Preis der Peter-Kneubühler-Stiftung ausgezeichnet. Benjamin Sommerhalder lebt in Zürich.

## Schriften
- Ghost Knigi. Verlag Nieves, Zürich 2012, ISBN 978-3-905999-05-1.
- Knigi. Diogenes-Verlag, Zürich 2014, ISBN 978-3-257-01170-8.

## Auszeichnungen
- Jan-Tschichold-Preis 2009[2]
- Preis der Peter-Kneubühler-Stiftung
- Knigi erhielt in der englischen Erstversion die Auszeichnung als eines der Schönsten Schweizer Bücher des Jahres 2011.[3]
- Preis für Vermittlung visueller Kunst für die Reihe „Zines“ aus dem Nieves-Verlag, visarte.schweiz und Schweizer Kunstverein, 2013[4]